# 佐久間盛重

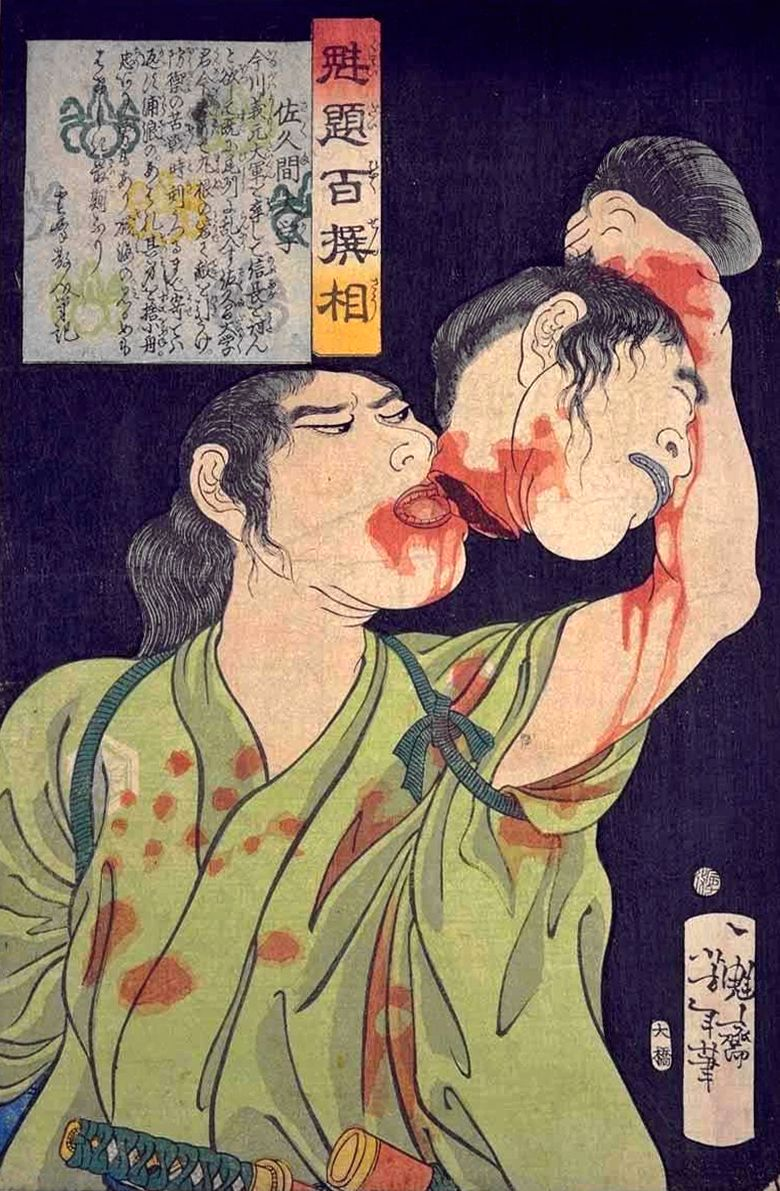
佐久間大學（月岡芳年畫）

佐久間盛重（？—1560年6月11日），是日本戰國時代的武將。通稱大學允、大學助。織田氏家臣。五器所城城主。父親是佐久間盛經。

## 生平
最初是織田信長的弟弟信行（信勝）的家老。在天文20年（1551年）信秀的葬禮上仕奉信行（《信長公記》）。
弘治2年（1556年），在信長與信行對立時，許多家臣都投向信行方，而盛重則以信行的家老身份與同族的佐久間信盛等人一同投向信長方。在信長與信行方的柴田勝家和林秀貞戰鬥時堅守名塚砦，此時討取了信行方的橋本十藏（稻生之戰）。
在永祿3年（1560年）的桶狹間之戰中，在最前方的丸根砦守備，與鄰近的鷲津砦一同合作牽制今川方侵攻尾張的據點大高城，不過受到為了救援大高城而出陣的今川方部將松平元康（後來的德川家康）攻擊，最後丸根砦被攻陷，盛重於此戰中戰死，盛重首級也被送至今川義元面前。
盛重的兒子盛昭由佐久間姓改為奧山姓，並仕於丹羽長秀和豐臣秀吉。女兒則嫁給新庄直賴和佐久間盛政（《寬政重修諸家譜》）。